# Клюкин, Пётр Николаевич
Пётр Николаевич Клюкин (род. 17 августа 1978, Москва) — российский экономист, доктор экономических наук (2013), профессор (2014).

## Биография
Родился 17 августа 1978 года.
С 2000 года преподаёт в Высшей школе экономики.
В 2001 году окончил Высшую школу экономики по специальности «Экономика».
В 2004 году защитил диссертацию на соискание ученой степени кандидата экономических наук на тему «Развитие теории ценности в „Экономических очерках“ В. К. Дмитриева».
В 2007—2016 гг. работал в Институте экономики РАН, в 2013—2016 гг. заведовал Лабораторией изучения наследия российских экономистов
12 апреля 2013 года защитил диссертацию (получил утверждение со стороны ВАК) на степень доктора экономических наук «Становление теории хозяйственного кругооборота в российской традиции экономического анализа конца XIX — первой трети XX века».
В рамках этой лаборатории, в 2014—2016 годах, как научный руководитель, реализовал грантовый проект Института экономики № 14-03-00698, в рамках которого свои статьи одновременно с Клюкиным опубликовали Филатов В. П., Филатов И. В., а также специалисты по историко-юридическим исследованиям: Галузо В. Н. и Канафин Н. А.
До 2014 года тесно сотрудничал с государственными научными структурами Украины.
С 2016 года преподает в Финансовом университете при Правительстве РФ. Профессор департамента экономической теории.
Профессор департамента теоретической экономики НИУ ВШЭ, профессор кафедры политической экономии и истории экономической науки РЭУ имени Г. В. Плеханова. В 2018 году упоминается как вице-президент Международного Фонда Н. Д. Кондратьева.
Регулярно проводит любительские соревнования со студентами различных вузов Москвы на территории рекреационной зоны Российской государственной библиотеки. Является шахматистом-любителем. Воспитанник шахматной школы Г. К. Каспарова, кандидат в мастера спорта (1991 г.), участник и призер многочисленных областных, всесоюзных, российских и международных соревнований.

## Научная деятельность
Сфера научных интересов — история российской и мировой экономической мысли; неортодоксальные экономические теории; физиократия и неорикардианство.
Автор аннотированной и получившей распространение программы по дисциплине «История современной экономической мысли (XX век)».
Особым объектом исследований Клюкина был экономист Кондратьев, Николай Дмитриевич. Клюкин стал автором уникального издания книги «Н. Д. Кондратьев. Суздальские письма» (2004). Провел огромную работу по расшифровке и комментированию писем Н. Д. Кондратьева, адресованных жене Е. Д. Кондратьевой и дочери Аленушке. В вводной статье «Непридуманнаяистория» (о значении «Суздальских писем») впервые дал полное представление о масштабе личности Н. Д. Кондратьева как ученого и как человека.
Были опубликованы несколько статей на экономико-юридическую тематику в соавторстве с Галузо, Василий Николаевич: «Эффективный контракт» в Российской Федерации (Экономико-юридический аспект) / Клюкин П. Н., Галузо В. Н., Канафин Н. А. // Право и государство: теория и практика, 2016. — № 10.-С.40-46; «Крепостное право или крепостная зависимость (экономико-юридический аспект)» / П. Н. Клюкин, В. Н. Галузо // Государство и право. — 2017. — № 7. — с. 90-98.
В 2016—2017 годах являлся научным редактором, под редакцией которого переизданы три фундаментальных научных труда:
- Адам Смит. Исследование о природе и причинах богатства народов. Избранное / Под. Ред. П. Н. Клюкина. М., 2016. 1152 с.
- Давид Рикардо. Начала политической экономии и налогового обложения. Избранное / Под ред. П. Н. Клюкина. М., 2016. 1152 с.
- Карл Маркс. Капитал. Критика политической экономии. Т. I / Под ред. П. Н. Клюкина. М., 2017. 1200 с.

## Награды
За свои достижения был неоднократно награждён:
- 2001—2002 — лауреат 13-го конкурса Российской академии наук среди молодых ученых за цикл работ «Теория ценности П. Сраффы»;
- 2004 — памятная медаль Н. Д. Кондратьева «За вклад в развитие общественных наук для молодых ученых»;
- 2006 — памятная медаль Российской академии естественных наук имени В. Леонтьева «За достижения в экономике»;
- 2010 — золотая медаль Н. Д. Кондратьева «За вклад в развитие общественных наук»;
- 2012—2015 — лауреат номинации «Лучший преподаватель Высшей школы экономики».